# Grupa lotnicza
Grupa lotnicza – jednostka organizacyjna lotnictwa wojskowego.
1. kilka samolotów, pododdziałów lub oddziałów jednego bądź różnych rodzajów lotnictwa czasowo podporządkowanych wspólnemu dowództwu i wykonujących konkretne zadania bojowe;
2. polowy oddział (związek taktyczny) lotnictwa w niektórych armiach;
3. w walkach o niepodległość i granice II Rzeczypospolitej 1918–1921 składała się z kilku eskadr - od 1 do 5. Najczęściej grupa przypisana była do frontu, czasem armii czy mniejszej formacji wojskowej. Taktycznie podlegała dowództwu frontu, armii, operacyjnie i personalnie zaś - dowództwu lotnictwa wojskowego. Na czele grupy stał dowódca - zwierzchnik wszystkich podlegających mu eskadr. W kwietniu 1920 roku w wyniku reformy lotnictwa wojskowego przekształcono grupy w dywizjony lotnicze;
4. w lotnictwie państw Brytyjskiej Wspólnoty Narodów - Commonwealth (RAF, i inne) kilka dywizjonów (squadron) tworzyło skrzydło (Wing), kilka skrzydeł tworzyło grupę (group);
5. w lotnictwie USA USAAF USAF kilka dywizjonów (squadron) tworzyło grupę (group), kilka grup tworzyło skrzydło (Wing), kilka skrzydeł tworzyło armię lotniczą (air force).